# Руис Кастильо, Каролина
Каролина Руис Кастильо (исп. Carolina Rúiz Castillo, род. 14 октября 1981) — испанская горнолыжница, член олимпийской сборной Испании на зимних Олимпийских играх 2002, 2006, 2010 и 2014 годов. Победительница 1 этапа Кубка мира.

## Результаты

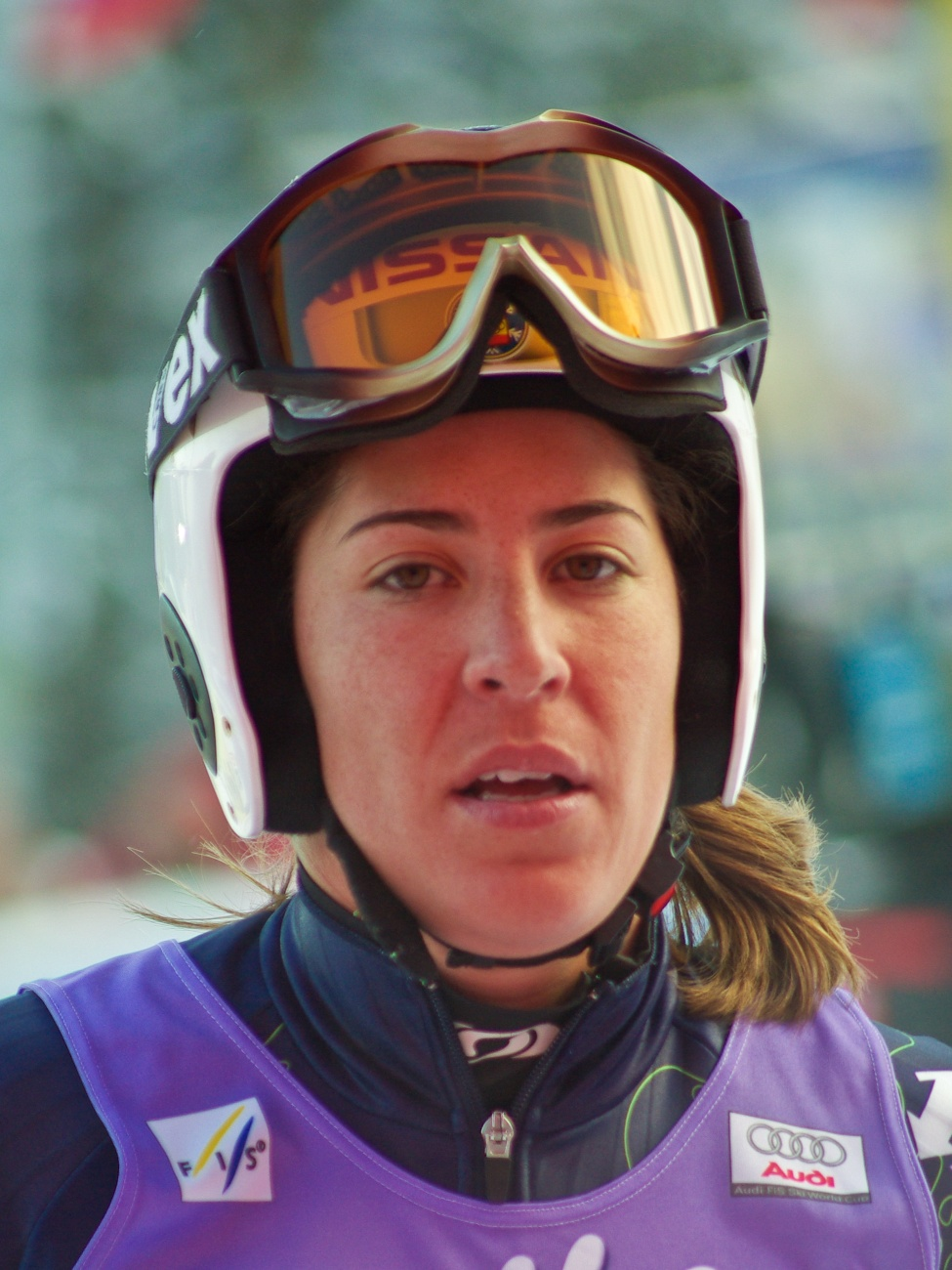
2008 года

На чемпионате мира среди юниоров 2000 года в Канаде завоевала серебро в гигантском слаломе, уступив только Ане Персон. На следующем чемпионате мира среди юниоров в Швейцарии стала третьей в гигантском слаломе и четвёртой в супергиганте.
На этапах Кубка мира дебютировала в октябре 1998 года в австрийском Зёльдене. 11 марта 2000 года 18-летняя испанка заняла второе место в гигантском слаломе на этапе Кубка мира в Сестриере, проиграв 0,07 сек швейцарке Соне Неф. Спустя 13 лет, 23 февраля 2013 года, Каролина второй раз в карьере поднялась на подиум этапа Кубка мира, неожиданно выиграв скоростной спуск в Мерибеле. Всего за карьеру 14 раз попадала в 10-ку лучших на этапах Кубка мира. На старт этапов Кубка мира испанка выходила более 200 раз.
На зимних Олимпийских играх 2006 года заняла 20-е место в гигантском слаломе. На зимних Олимпийских играх 2010 года принимала участие в скоростном спуске и заняла 15-е место. В супергиганте заняла 18-е место. На Олимпийских играх 2014 годах выступала в скоростном спуске и супергиганте, но оба раза не сумела финишировать.
Принимала участие в 9 подряд чемпионатах мира (1999—2015). Единственный раз попала в 10-ку лучших на чемпионате мира 2003 года в Санкт-Морице, когда заняла девятое место в супергиганте (0,91 сек проигрыша чемпионке Михаэле Дорфмайстер).
Завершила карьеру в марте 2015 года после побед в чемпионате Испании в супергиганте и гигантском слаломе.

## Призовые места на этапах Кубка мира (2)
| № | Сезон   | Дата        | Место проведения | Дисциплина        | Место |
| - | ------- | ----------- | ---------------- | ----------------- | ----- |
| 1 | 1999/00 | 11 мар 2000 | Сестриере        | Гигантский слалом | 2     |
| 2 | 2012/13 | 23 фев 2013 | Мерибель         | Скоростной спуск  | 1     |